# Tancitares michoacanus
Tancitares michoacanus är en mångfotingart som beskrevs av Chamberlin 1942. Tancitares michoacanus ingår i släktet Tancitares och familjen Rhachodesmidae. Inga underarter finns listade i Catalogue of Life.